# Josh Radnor
Joshua "Josh" Radnor (* 29. července 1974 Bexley, Ohio) je americký herec a režisér, který je znám především jako hlavní postava Ted Mosby v sitcomu CBS Jak jsem poznal vaši matku.

## Životopis
Radnor se narodil v Bexley v Ohiu, USA jako syn právníka Alana Randora. Vyrůstal v Bexley na předměstí Columbusu, kde chodil do židovské školy. Absolvoval Bexley High School a navštěvoval Kenyon College, kde získal hereckou cenu Paula Newmana. Později získal titul magistra výtvarného umění v oboru herectví z NYU Tisch School of the Arts.
Radnor žije v americkém Los Angeles. V srpnu 2008 začal chodit s herečkou Lindsay Price, která hrála v televizní show Lipstick Jungle a na podzim roku 2009 v seriálu Eastwick. Vztah se rozpadl po 14 měsících.

## Kariéra
V roce 2001 získal hlavní roli na stanici The WB v seriálu Off Centre, jeho role ale připadla Eddie Kaye Thomas. Roku 2002 měl svůj první debut na Broadway ve hrané verzi Absolvent spolu s Jasonem Biggsem, Kathleen Turner a Aliciou Silverstone. Od roku 2005 se Radnor pravidelně objevuje v americkém seriálu Jak jsem poznal vaši matku, v jeho zatím největší roli. V červnu 2008 hrál po boku Jennifer Westfeldt ve hře Finks, napsanou Joe Gilfordem a zrežírovanou Charlie Strattonem pro New York Stage and Film. Radnor také natočil svůj první film se jménem Bezvadíkyještěprosím (2010). V roce 2012 zrežíroval a napsal scénář k filmu Svobodná umění. Během let 2016 až 2017 hrál v seriálu Mercy Street. V roce 2018 získal hlavní roli v seriálu NBC Rise. Seriál byl však po odvysílání první řady zrušen. Ve stejném roce získal vedlejší roli v seriálu ABC Chirurgové.

## Filmografie

### Film
| Rok  | Název                                    | Role          | Poznámka                  |
| ---- | ---------------------------------------- | ------------- | ------------------------- |
| 2001 | Bulšit                                   | průvodce      |                           |
| 2008 | The Negotiating Table                    |               | krátkometrážní film       |
| 2010 | Bezvadíkyještěprosím                     | Sam Wexler    | také režisér a scenárista |
| 2012 | Svobodná umění                           | Jesse Fisher  | také režisér a scenárista |
| 2013 | Tajné hrátky                             | Jeff Boyardee |                           |
| 2013 | The Galapagos Affair: Satan Came to Eden | vypravěč      | dokument                  |
| 2016 | The Seeker                               | otec          |                           |
| 2018 | Pařiči                                   | Paul          |                           |

### Televize
| Rok        | Název                      | Role                | Poznámka                    |
| ---------- | -------------------------- | ------------------- | --------------------------- |
| 2000       | Welcome to New York        | Doug                | díl: „The Crier“            |
| 2002       | Zákon a pořádek            | Robert Kitson       | díl: „Acess Nation“         |
| 2002       | The Court                  | Dylan Hirsch        | 3 díly                      |
| 2003       | Pohotovost                 | Keith               | díl: „Advokát“              |
| 2003       | Odpočívej v pokoji         | Will Jaffe          | díl: „Past“                 |
| 2003       | Miss Match                 | Andrew              | díl: „I Got You Babe“       |
| 2005       | Soudkyně Amy               | Justin Barr         | díl: „Too Little, Too Late“ |
| 2005–2014  | Jak jsem poznal vaši matku | Ted Mosby           | hlavní role, 208 dílů       |
| 2007–2009  | Griffinovi                 | Sám sebe (hlas)     | 2 díly                      |
| 2016–2017  | Mercy Street               | Dr. Jedediah Foster | hlavní role, 12 dílů        |
| 2018       | Rise                       | Lou Mazzuchelli     | hlavní role, 10 dílů        |
| 2018–dosud | Chirurgové                 | Jon                 | díl: „Momma Knows Best“     |

### Hudební video
| Rok  | Název                 | Umělec           | Poznámka |
| ---- | --------------------- | ---------------- | -------- |
| 2016 | „Let Me Be Your Girl“ | Rachael Yamagata | režisér  |

### Divadlo
| Rok       | Název                  | Role                    | Poznámka                   |
| --------- | ---------------------- | ----------------------- | -------------------------- |
| 2002      | Absolvent              | Benjamin Braddock       | Plymouth Theatre           |
| 2004      | The Paris Letter       | Sam Arlen / mladý Sandy | Kirk Douglas Theater       |
| 2011      | She Loves Me           | Georg Nowack            | Roundabout Theatre Company |
| 2014–2015 | Disgraced              | Isaac                   | Lyceum Theatre             |
| 2016      | The Babylon Line       | Aaron Port              | Lincoln Center             |
| 2018      | Little Shop of Horrors | Seymour Krelborn        | Kennedy Center             |